# Gretchen Whitmer
Gretchen Esther Whitmer (Lansing, 23 de agosto de 1971) es una abogada y política estadounidense. Miembro del Partido Demócrata, es la 49.ª y actual gobernadora de Míchigan desde el 1 de enero de 2019.

## Carrera política
Whitmer fue elegida para el Senado Estatal en marzo de 2006 tras haber sido miembro de la Cámara de Representantes de Míchigan de 2001 a 2006. Durante su periodo como representante estatal demócrata ocupó un cargo en el Comité de Asignaciones de la Cámara. En el Senado, participó en  los siguientes comités: Operaciones gubernamentales (demócratas de rango), Poder Judicial, Política de Salud, Agricultura, Consejo Legislativo y la Junta de Gobernadores de la Agencia Fiscal del Senado.
El 5 de noviembre de 2010, sus colegas demócratas  la eligieron por unanimidad como líder demócrata del Senado, lo que la convirtió en la primera mujer en dirigir un comité de partido en el Senado.
Se anunció el 11 de mayo de 2016 que los jueces del Tribunal del Circuito Judicial número 30 eligieron por unanimidad a Whitmer para cumplir los seis meses restantes del período del Fiscal saliente del Condado de Ingham, Stuart Dunnings III después de su detención el 14 de marzo. 2016, acusado de 11 cargos de participación con una prostituta y cuatro cargos de negligencia voluntaria del deber. En una carta con fecha del 29 de marzo de 2016, Dunnings anunció que renunciaría a partir del 2 de julio.
El 21 de junio de 2016, Whitmer juró su cargo como fiscal del Juez del Tribunal de Circuito del Condado de Ingham, Janelle Lawless. Dijo que sus principales prioridades durante sus seis meses de servicio serían determinar si algún otro funcionario de la oficina del fiscal conocía los presuntos delitos de Dunning y cambiar la forma en que la oficina manejaba los casos de violencia doméstica y agresión sexual.
El 22 de julio de 2016, Whitmer emitió un informe de 11 páginas sobre si la supuesta actividad criminal de Dunnings había afectado los casos manejados por la oficina. El informe concluyó que a los empleados «nunca se les pidió que comprometieran un caso o que miraran para otro lado» y que ella tenía «... plena confianza en que cualquier problema que había existido en esta oficina se fue con el Sr. Dunnings». El plazo de Whitmer expiró el 31 de diciembre de 2016.
El 8 de octubre de 2020, el FBI desarticuló una trama para secuestrar la gobernadora y derrocar el gobierno del Estado de Míchigan.